# Mandalorianska krigen
Mandalorianska krigen är en fiktiv serie krig i Stjärnornas krigs universum. De inträffade många tusen år före händelserna i filmen Star Wars: Episod I - Det mörka hotet. Datorrollspelet Knights of the Old Republic utspelar sig i efterdyningarna av kriget.

## Krigets början
Mandalorianerna var ett folk av krigare. De attackerade med hjälp av Sith planeten Onderons måne Dxun, som ett första led i en kampanj med mål att utplåna Republiken. Republiken bad Jediorden om hjälp men Orden valde att inte hjälpa till. Det fanns dock några jedier som gick mot jediordens beslut, bland dem utmärkte sig jedierna Revan och Malak som ledare. Jedierna visste dock inte att sitherna var på mandalorianernas sida.
Efter en tid så gick Revan och Malak över till den mörka sidan och vände sig mot varandra, varpå det inte fanns någon som kunde leda de jedierna som hjälpte Republiken. Några jedier valde att följa Revan eller Malak, andra försökte stoppa Revan och Malak. Vissa gick i exil, ytterligare några återvände till olika jeditempel. Kriget slutade med att Republiken vann, varpå Revan och Malak försvann.
De flesta mandalorianer dödades i ett slag, av mandalorianerna kallat Det sista slaget (mandalorianska: Ani'la Akaan). Där dog även deras ledare Mand'alor den Ultimate.

## Krigets slut
Efter detta började Jedikrigen, jedi mot jedi. Medan de pågick gömde sig sitherna, eftersom de planerade att utplåna de överlevande jediriddarna. Sithernas anfall kom dock för tidigt och resultatet blev att även de vände sig mot varandra. I Jedikriget dog många sither och jedier men efter kriget fanns det mest sither kvar. Dessa och de flesta prisjägarna i galaxen började jaga jedierna eftersom brottsyndikatet Exchange på planeten Nar Shaddaa hade satt ett högt pris på jedier. Som tur var så samlade jediarna ihop sig och lyckades vinna över sitherna. Efter detta tog det flera tusen år för jediarna och Republiken att återhämta sig och åter bygga upp sitt rike. Lagom till dess var sitherna tillbaka och de ville ha hämnd. Då började de nya sithkrigen som började 2 000 år före Star Wars: A new hope och pågick i 1 000 år. I detta krig slogs bland annat Darth Bane och lord Kaan. När kriget väl var slut såg Darth Bane hur kraften hade delats upp bland alla sithlorder och att alla hade blivit svaga. Då bestämde han sig för att skapa en ny sithorder där bara två åt gången fick titeln sithlord. Sitherna samlade krafter och planerade i tusen år hur de skulle slå till. Sedan gjorde de det och det är i detta skede som Star Wars: Episod I - Det mörka hotet börjar.